# Liste der Monuments historiques in Corpeau
Die Liste der Monuments historiques in Corpeau führt die Monuments historiques in der französischen Gemeinde Corpeau auf.

## Liste der Immobilien
| Bezeichnung                 | Beschreibung                                       | Standort                     | Kennzeichnung | Schutzstatus | Datum | Bild |
| --------------------------- | -------------------------------------------------- | ---------------------------- | ------------- | ------------ | ----- | ---- |
| Wohnhaus                    | gotische Statuennische, 15. Jahrhundert            | 14 rue de la Montagne (Lage) | PA00112228    | Inscrit      | 1977  |      |
| Tankstelle Le Pont de Paris | aus den 1960er Jahren, Architekt Maurice Gremmeret | 2bis Route d’Ebaty (Lage)    | PA21000070    | Inscrit      | 2012  |      |

## Liste der Objekte
| Bezeichnung                | Beschreibung               | Standort                             | Kennzeichnung | Schutzstatus | Datum     | Bild |
| -------------------------- | -------------------------- | ------------------------------------ | ------------- | ------------ | --------- | ---- |
| Skulptur Heiliger Mevennus | Kalkstein, bezeichnet 1533 | am Haus 14 rue de la Montagne (Lage) | PM21000666    | Classé       | 1916 1977 |      |